# ZAZ Zaporożec
ZAZ Zaporożec (ukr. Запорожець) – modele samochodów budowanych od roku 1960 w fabryce ZAZ w Ukraińskiej SRR. Różne jego typy produkowane były aż do roku 1994. Słowo Zaporożec oznacza Kozaka z Siczy Zaporoskiej lub mieszkańca Zaporoża.
Podobnie jak Volkswagen Garbus w RFN, Polski Fiat 126p w Polsce, czy Trabant w NRD, radziecki Zaporożec miał być „samochodem dla ludu” – nie dość, że był najtańszym radzieckim samochodem, to jeszcze odznaczał się odpornością na kiepskie drogi.
Wszystkie samochody Zaporożec miały napęd na tylną oś i umieszczony z tyłu silnik chłodzony powietrzem.
W latach 1960–1994 łącznie wyprodukowano 3 422 444 egzemplarzy Zaporożców.

## ZAZ-965/965A
Model ZAZ-965 był produkowany w latach 1960–1969. Prace nad projektem małego popularnego samochodu rozpoczęto w 1956 roku w fabryce MZMA produkującej samochody Moskwicz. Prototyp powstał w 1957 r., początkowo oznaczony Moskwicz-444. Samochód był ogólnie wzorowany na włoskim Fiacie 600, przede wszystkim w zakresie ogólnego układu, podobnego nadwozia, przeniesienia napędu, zawieszenia tylnego i mechanizmu kierowniczego, lecz nie stanowił jego kopii, jak się czasami uważa. Inny był przede wszystkim silnik (własnej konstrukcji, chłodzony powietrzem, a nie wodą) i większe koła (13-calowe zamiast 12-calowych), a w toku rozwoju prototypów wprowadzono także inny model przedniego zawieszenia na drążkach skrętnych zamiast na resorze (rozwiązanie zaczerpnięte z Volkswagena). Jednym z powodów wyboru przestarzałego rozwiązania otwierających się do tyłu drzwi było zapewnienie łatwiejszego dostępu dla inwalidów, z myślą o których pojazd był od początku projektowany. W 1958 roku rząd radziecki zdecydował umieścić produkcję samochodu w nowo przestawionej na profil motoryzacyjny fabryce ZAZ, pod oznaczeniem ZAZ-965 Zaporożec. Dalszy rozwój był już prowadzony w ZAZ-ie. 
Podstawowy model ZAZ-965 produkowano od listopada 1960 do 1963 roku, zaś zmodernizowany model ZAZ-965A z mocniejszym silnikiem od listopada 1962 do maja 1969 roku. Ogółem wyprodukowano ich 322 106.
Samochód napędzany był czterosuwowym, chłodzonym powietrzem czterocylindrowym silnikiem w układzie widlastym ZAZ-965W o pojemności 746 cm³ i mocy 23 KM, a w przypadku modelu ZAZ-965A – silnikiem MeMZ-965 o pojemności 887 cm³ i mocy 27 KM (20,1 kW). Silnik opracował moskiewski instytut NAMI, a produkowała fabryka MeMZ w Melitopolu. Silnik zblokowany ze skrzynią biegów i umieszczony był za tylną osią. Powietrze chłodzące silnik wpadało w obu wersjach przez podłużne żebrowane otwory po bokach tylnej części nadwozia. Od 1966 roku część samochodów była wyposażona w zmodernizowany 30-konny silnik MeMZ-965A. Wygląd samochodu przechodził drobne zmiany, np. szybko światła pozycyjne przeniesiono z góry błotników przednich pod reflektory, a w 1966 roku wprowadzono nowy pięciokątny znak fabryczny zamiast gwiazdy oraz wypukłe tłoczenie z przodu, zamiast wklęsłej atrapy wlotu powietrza.
Jedną z wad samochodu był bardzo mały bagażnik z przodu (0,1 m³), ograniczony kołem zapasowym i 30-litrowym zbiornikiem paliwa, dostępnym po otwarciu bagażnika. ZAZ-965 był jednak popularnym samochodem, dobrze dostosowanym do warunków eksploatacji, zwłaszcza kiepskich dróg gruntowych. Popularnie nazywany był gorbatyj („garbaty”). Z ceną 1800 rubli dla ZAZ-965 i 2200 rubli dla 965A, był najtańszym radzieckim samochodem na rynku.
Produkowano także specjalne wersje dla inwalidów, ze zmodyfikowanym, głównie ręcznym sterowaniem – ZAZ-965B na bazie modelu bazowego i AB i AR na bazie ZAZ-965A. Ich wielkość produkcji dochodziła do 20% produkcji fabryki. Produkowano też samochody w lepiej wykończonej wersji eksportowej ZAZ-965AE, znanej także jako Jałta (wyróżniały ją m.in. boczne listwy, lusterko wsteczne na lewym błotniku i wyposażenie standardowe w radio i popielniczkę).

### Galeria

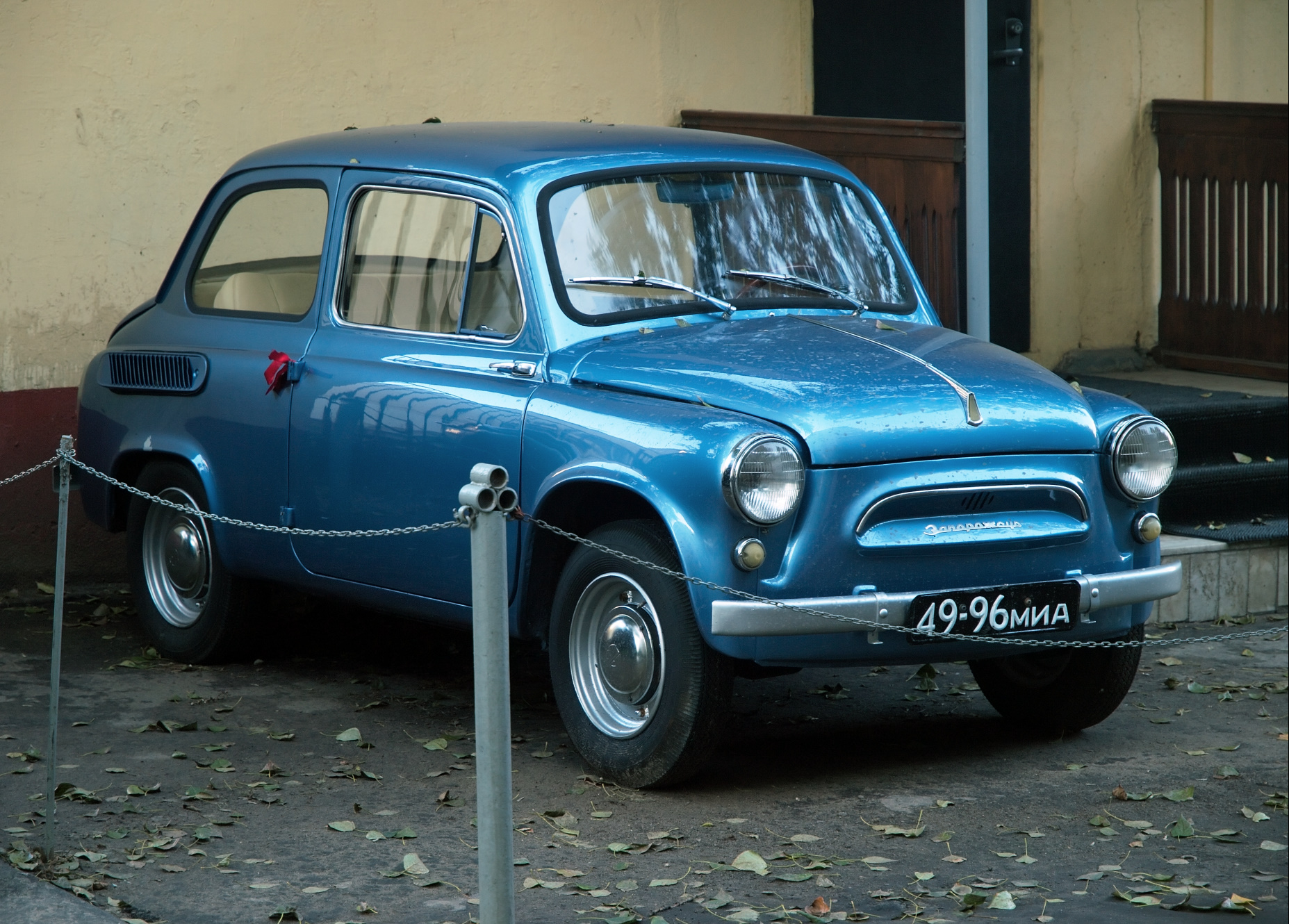
Model sprzed 1966
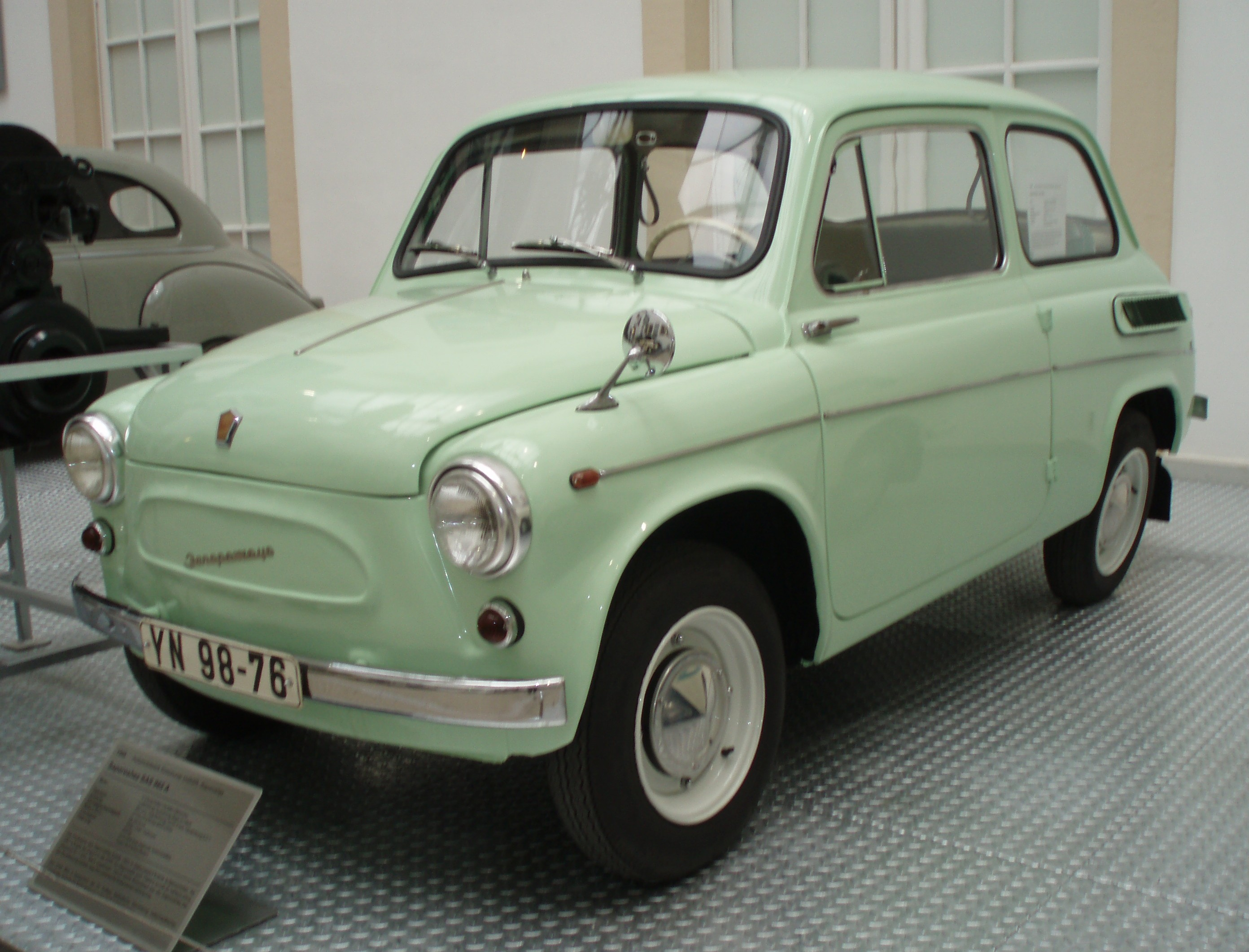
ZAZ-965AE – wersja eksportowa
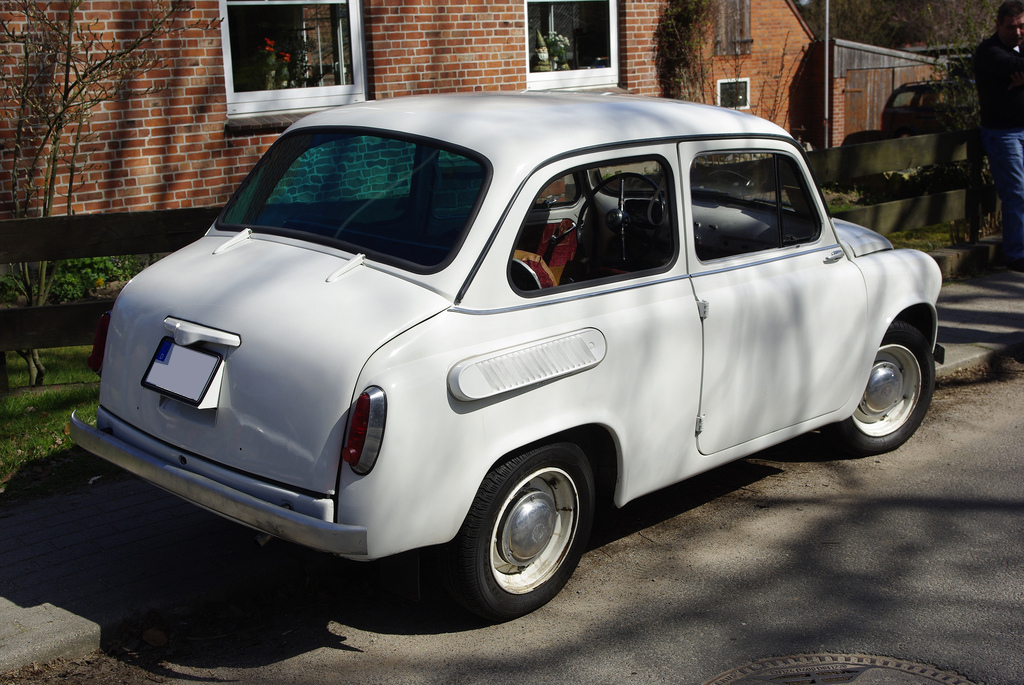
ZAZ-965A – tył pojazdu
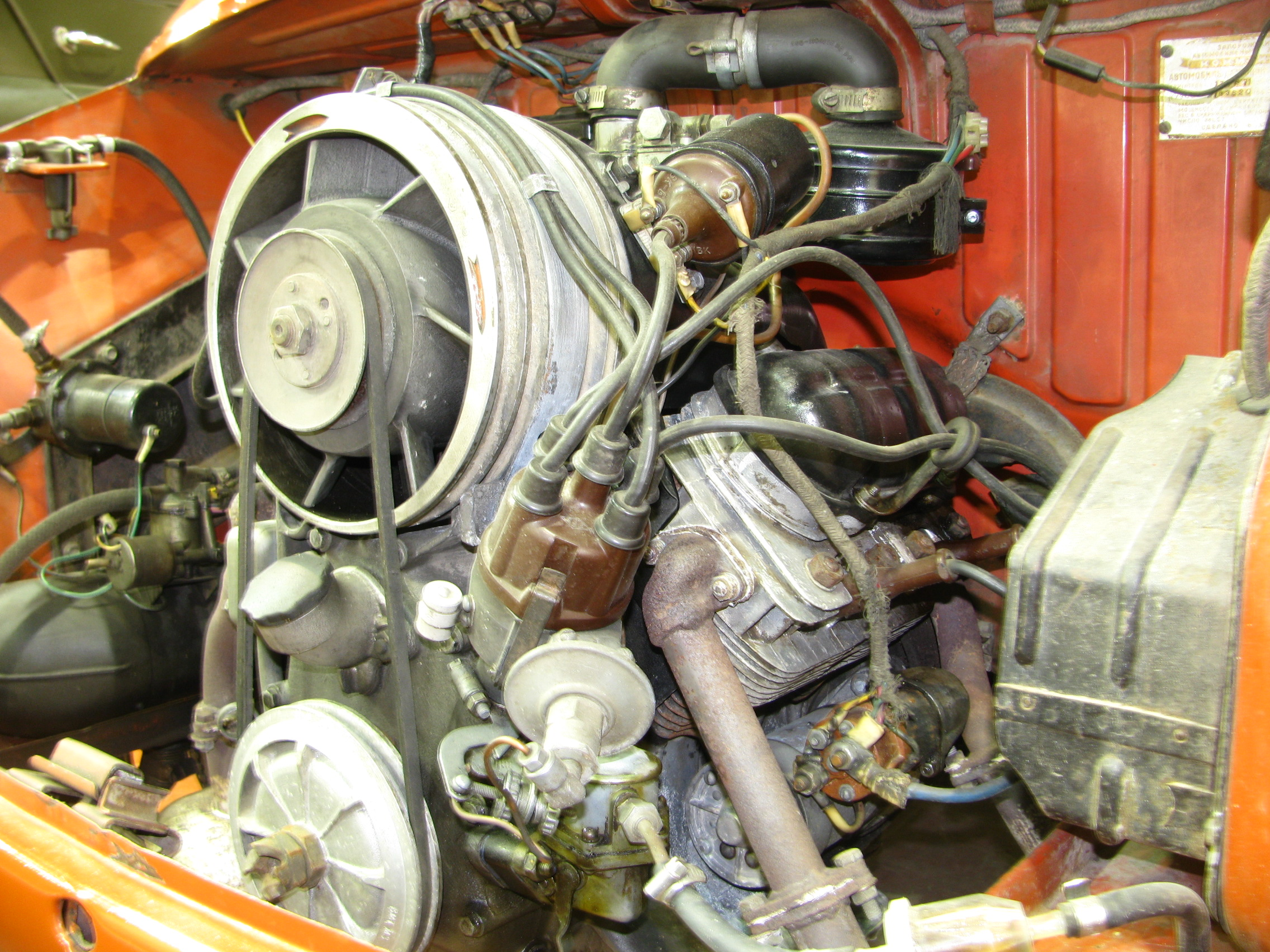
ZAZ-965AE

## ZAZ-966/968/968M

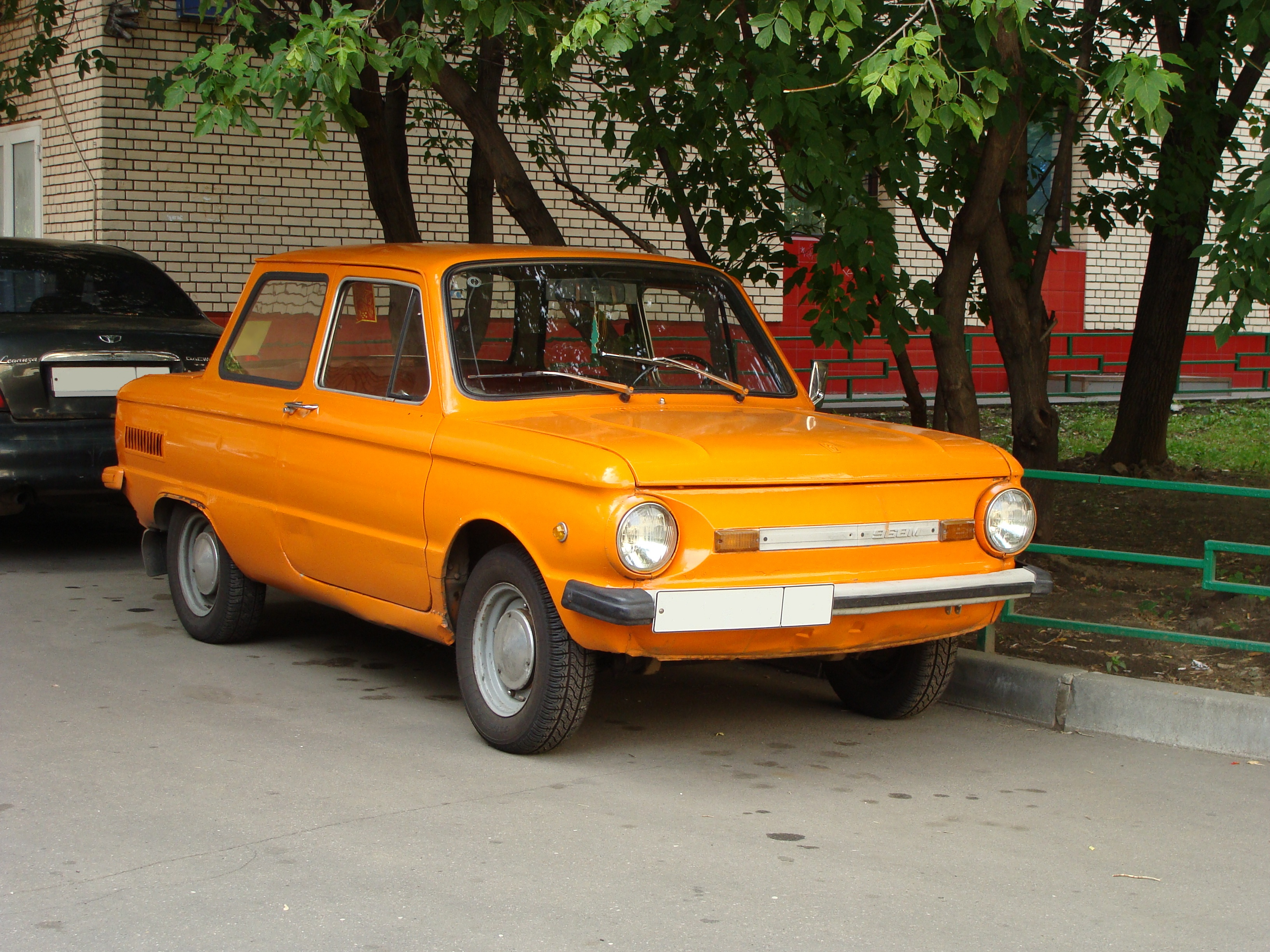
ZAZ-968M

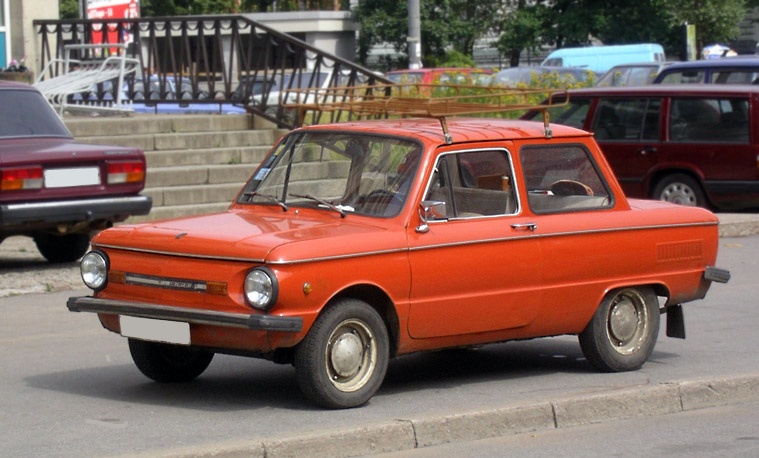
ZAZ 968M

Model ZAZ-966 wytwarzany był od listopada 1966 do końca 1972 roku (model dla inwalidów do stycznia 1973 r.). Prototypy samochodu powstały już w 1961 r. Nadwozie przestało przypominać Fiata 600 – tym razem styliści wzorowali się na „pontonowym” nadwoziu samochodu Chevrolet Corvair, także z silnikiem z tyłu (pomimo przywoływanego często podobieństwa do NSU Prinz 4, NSU i Zaporożec powstały w tym samym czasie). Bazowy model otrzymał nowy silnik MeMZ-968 (pojemność wzrosła do 1197 cm³, moc podwyższono do 41 KM), a nadwozie wyposażono w charakterystyczne wloty powietrza chłodzącego silnik po bokach, zwane „uszami”; stąd samochód popularnie nazywany był uszastyj. Prostszym i produkowanym jako pierwszy wariantem, był ZAZ-966W (ros. ЗАЗ-966В), z 30-konnym silnikiem pojemności 887 cm³ z ZAZ-965A. Przednie zawieszenie oparte na drążkach skrętnych oraz sprężynach z amortyzatorami hydraulicznymi było kopią rozwiązania pochodzącego z Volkswagena. W stosunku do modelu 965 zmieniono tylne zawieszenie, które opierało się na wahaczach wleczonych oraz sprężynach z amortyzatorami hydraulicznymi. 
Ciekawie rozwiązany został system nagrzewania wnętrza pojazdu – do tego celu służyła nagrzewnica zasilana benzyną. Różnica temperatur przed i po nagrzaniu według danych producenta dochodziła do 80 °C, aczkolwiek w praktyce działało to słabo.
Podobnie, jak poprzednik, samochód miał duże możliwości pokonywania kiepskich dróg – lepsze od innych radzieckich samochodów osobowych, czemu sprzyjało niezależne zawieszenie, spory prześwit, brak wystających elementów podwozia, duże 13-calowe koła jak na mały samochód oraz korzystny rozkład obciążeń (60% na tylną oś). ZAZ-966 był nieco większy i wygodniejszy od modelu 965, z większym bagażnikiem dzięki innemu profilowi przedniej części nadwozia i przeniesieniu baku paliwa do tyłu. Znacząco wprawdzie wzrosła cena samochodu - do 3000 rubli za model 966W i 3500 za późniejszą wersję 968, lecz np. Żiguli (Łada) 2101 kosztowała wówczas 5500 rubli. Wadą samochodu, podobnie, jak poprzedniego modelu, pozostało przegrzewanie się silnika w lecie. Na bazie modelu 966W wytwarzano też kilka specjalnych wersji dla inwalidów (WR, WB, WB2).
Nieco zmodernizowany model ZAZ-968 produkowany był od 1971 do 1978 roku. Widoczną zmianą była rezygnacja z chromowanej fałszywej kraty na ścianie czołowej, zamienionej przez chromowaną poziomą ozdobę. Oprócz drobnych zmian, zmodernizowano deskę rozdzielczą i ulepszono hamulce przednie, natomiast silnik pozostał ten sam MeMz-968. Od 1973 do 1980 roku produkowano wersję ZAZ-968A, dostosowaną do nowych standardów w dziedzinie bezpieczeństwa samochodów, która otrzymała m.in. bezpieczną kolumnę kierownicy i bardziej miękką deskę rozdzielczą z tworzywa sztucznego zamiast metalowej. Także ZAZ-968 posiadał wersje dla inwalidów, ze słabszym 27-konnym silnikiem (ZAZ-968R, B, B2, AB, AB2). Pod koniec 1974 roku wprowadzono drobne zmiany zewnętrzne, nowe siedzenia, dwuobwodowy układ hamulcowy. Wprowadzono także model z mocniejszym 45-konnym silnikiem (MeMz-968A). W roku 1978 wprowadzono model ZAZ-968M. Usunięto w nim wspomniane m.in. wystające wloty powietrza, zastępując je kratkami, wprowadzono zespolone lampy tylne, przednie lampy pozycyjne przeniesiono do kloszy reflektorów, zmieniono przednie kierunkowskazy. W ramach ujednolicania wprowadzono wiele elementów z samochodów WAZ (Łada/Żiguli) – m.in. lusterko wewnętrzne, przełączniki świateł, kierunkowskazów i wycieraczek, lampkę wewnętrzną, pompę paliwa oraz pompę hamulcową. Auto sprzedawano w dwóch wersjach silnikowych: 45 KM i 50 KM (zmieniono gaźnik oraz wprowadzono suchy filtr powietrza). Produkcję zakończono 1 lipca 1994 roku.
Następcą Zaporożca jest produkowany od 1988 roku samochód Tavria, z napędem na przednie koła i silnikiem chłodzonym cieczą.

### Galeria

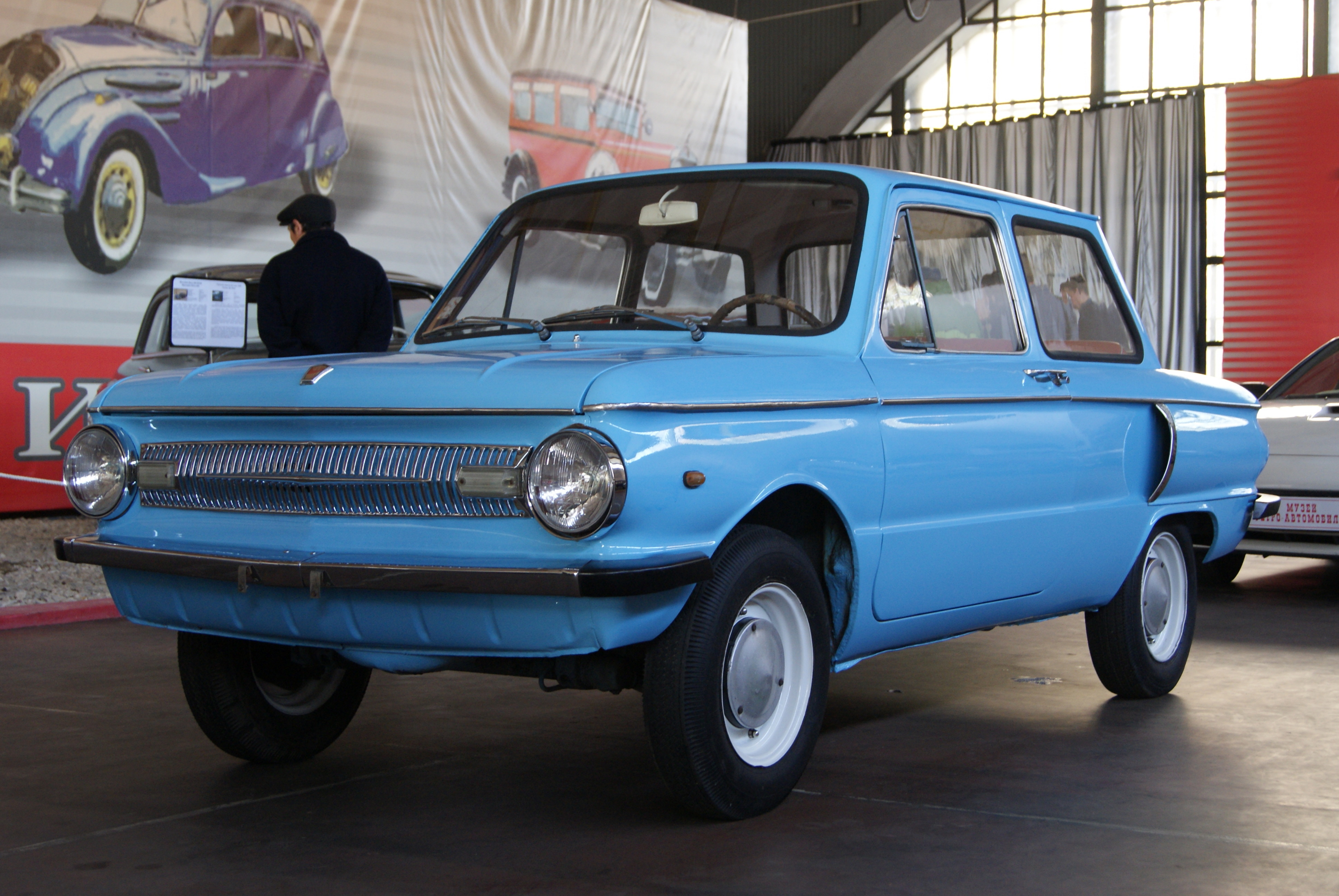
ZAZ-966
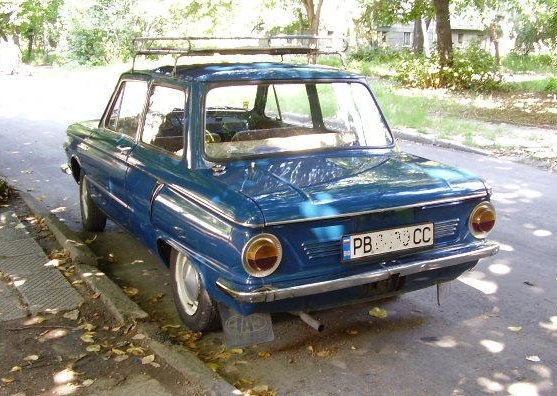
ZAZ-966 – tył pojazdu
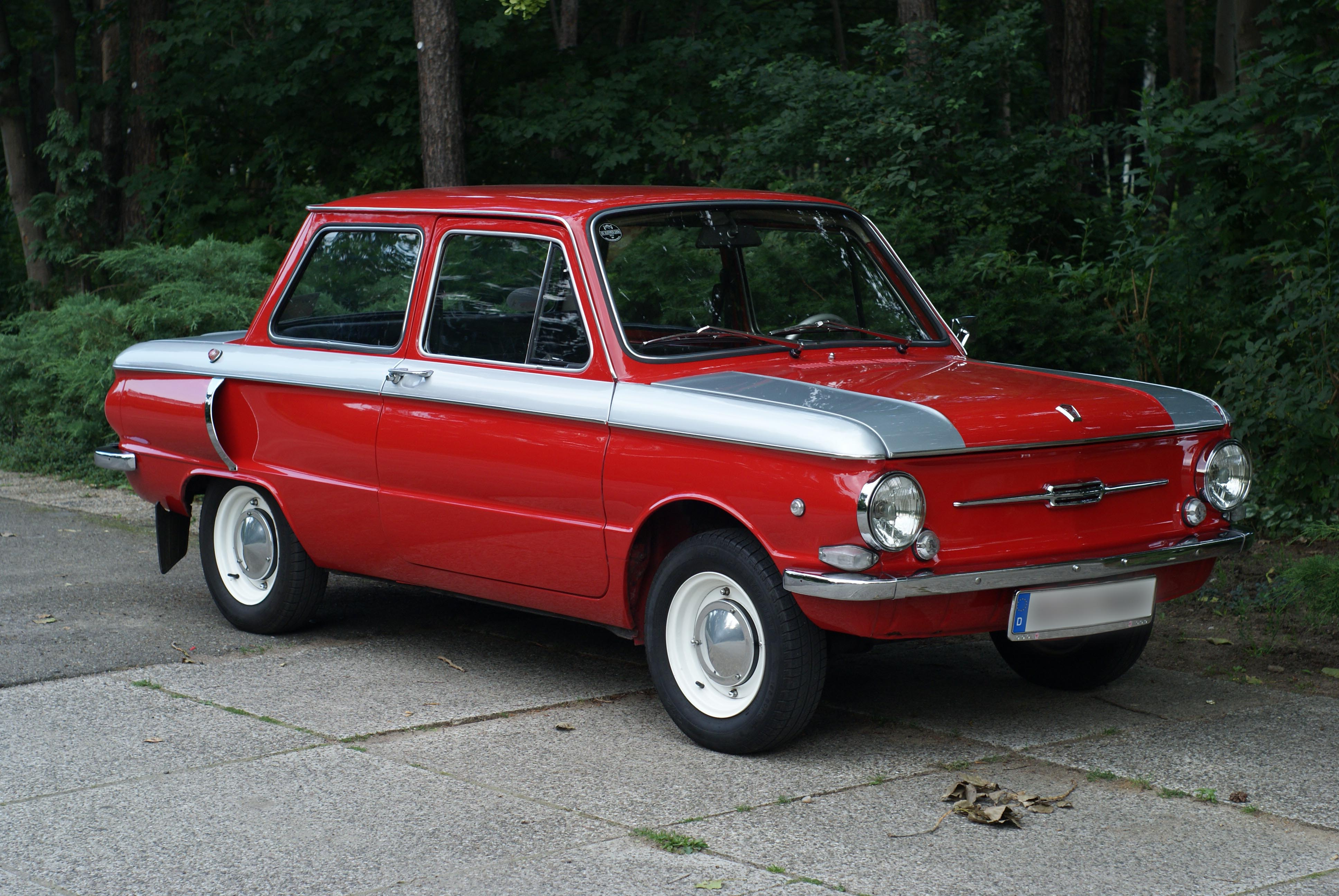
ZAZ-968
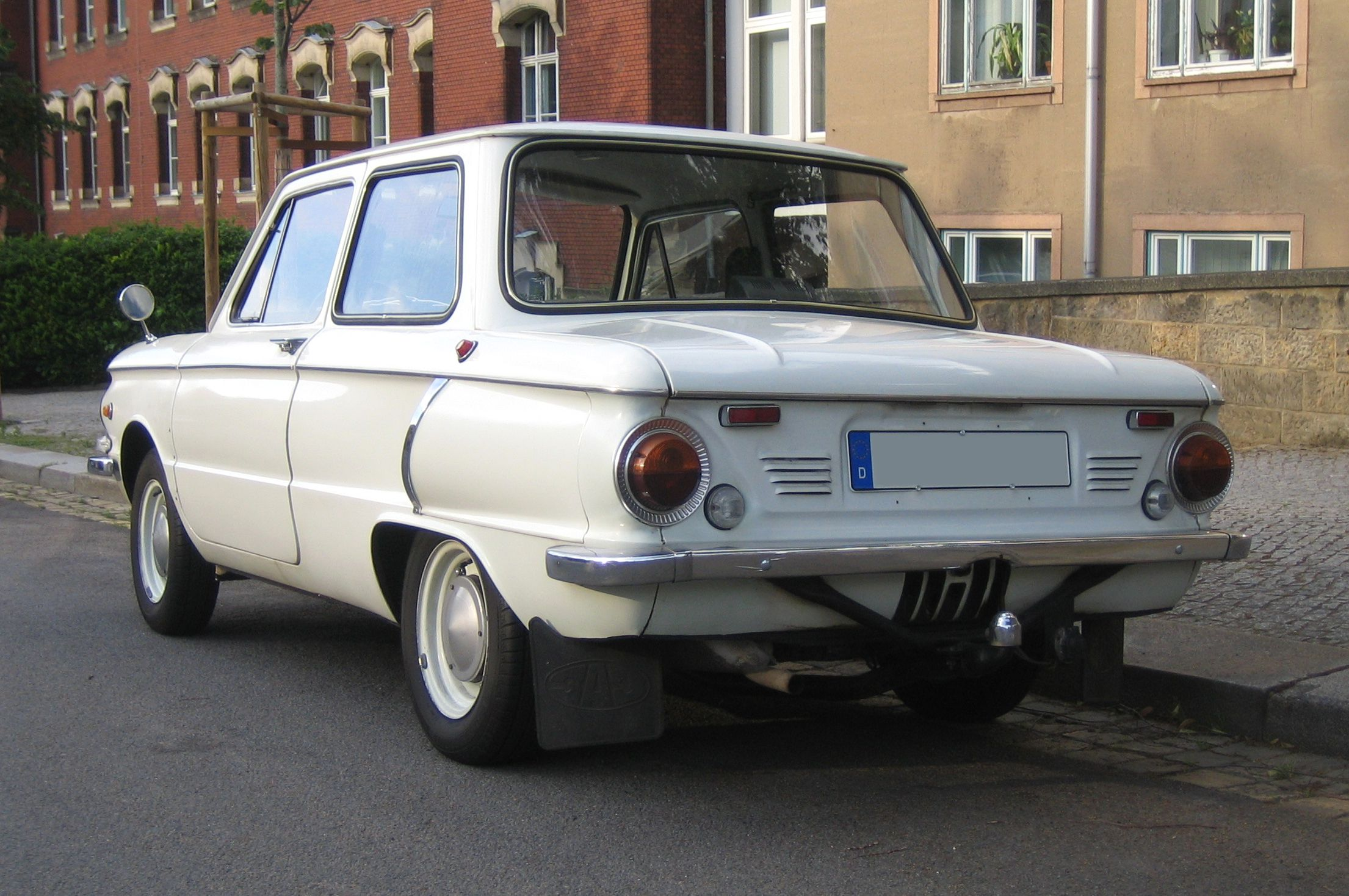
ZAZ 968 – tył pojazdu
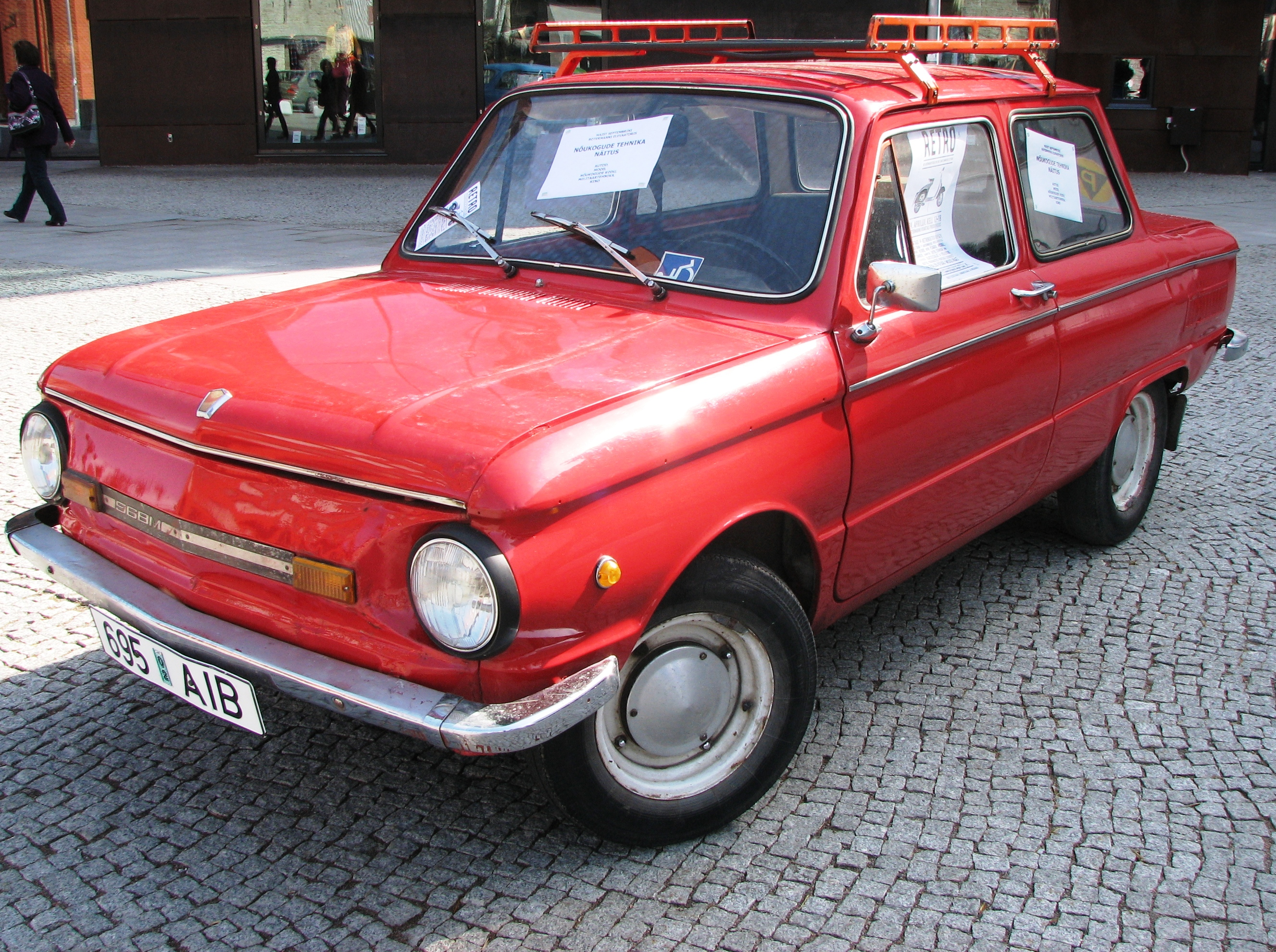
ZAZ-968M
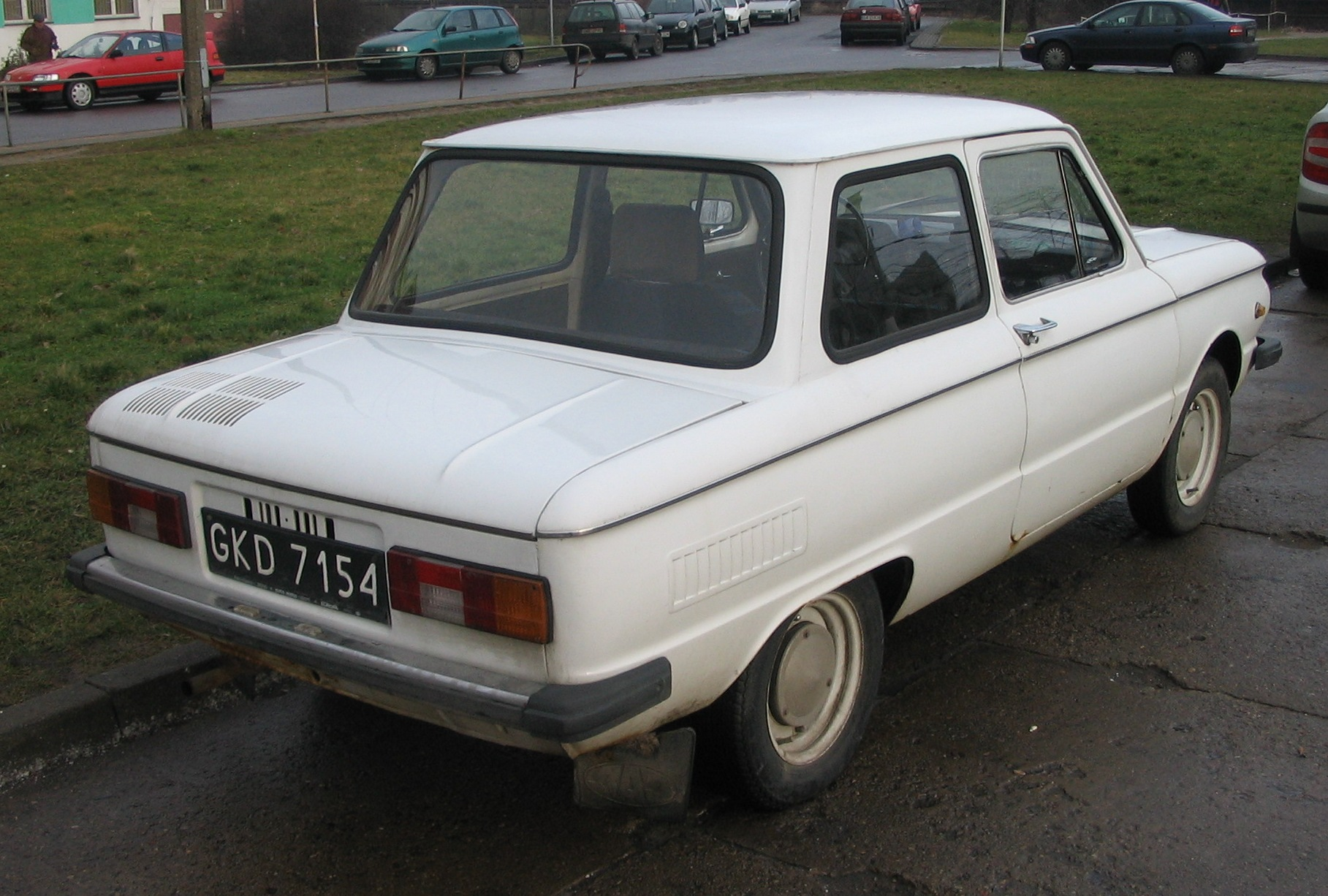
ZAZ-968M – tył pojazdu

### Dane techniczne
| Wersja             | Silnik:                  | Układ zasilania:   | Średnica × skok tłoka: | St. sprężania:     | Moc maksymalna:                        | Maks. moment obrotowy         | 0–100 km/h:        | Vmax:              |
| Silniki benzynowe: | Silniki benzynowe:       | Silniki benzynowe: | Silniki benzynowe:     | Silniki benzynowe: | Silniki benzynowe:                     | Silniki benzynowe:            | Silniki benzynowe: | Silniki benzynowe: |
| ------------------ | ------------------------ | ------------------ | ---------------------- | ------------------ | -------------------------------------- | ----------------------------- | ------------------ | ------------------ |
| 0.9                | V4 0,9 l (887 cm³), OHV  | gaźnik             | (72,00 × 54,50) mm     | 6,50:1             | 29 KM (21,6 kW) przy 4000-4200 obr/min | 52 N·m przy 2800–3000 obr/min | b/d                | 100 km/h           |
| 1.2                | V4 1,2 l (1197 cm³), OHV | gaźnik             | (76,00 × 66,00) mm     | 7,10:1             | 41 KM (29,8 kW) przy 4200 obr/min      | 76 N·m przy 2700 obr/min      | 19,6               | 121 km/h           |
| 1.2                | V4 1,2 l (1197 cm³), OHV | gaźnik             | (76,00 × 66,00) mm     | 8,40:1             | 50 KM (37,3 kW) przy 4500 obr/min      | 80 N·m przy 3200 obr/min      | b/d                | 121 km/h           |

### Dane techniczne modelu ZAZ-968M
- masa własna pojazdu (sucha) – 750 kg
- masa pojazdu gotowego do jazdy – 800 kg
- masa pojazdu w pełni obciążonego – 1200 kg
- maksymalne obciążenie osi przedniej – 300 kg
- maksymalne obciążenie osi tylnej – 900 kg
- dopuszczalna masa bagażu w bagażniku – 50 kg
- długość – 3765 mm
- szerokość – 1490 mm
- wysokość (bez obciążenia) – 1400 mm
- rozstaw przednich kół – 1240 mm
- rozstaw tylnych kół – 1226 mm
- prześwit (przy pełnym obciążeniu) – 185 mm
- kąt wejścia (natarcia) – 31°
- kąt zejścia – 26°
- średnica zawracania (między krawężnikami) – 10,6 m
- prędkość maksymalna – 130 km/h
- droga hamowania 80–0 km/h (z pełnym obciążeniem) – 43,2 m
- przyspieszenie 0–100 km/h (z dwiema osobami) – 32 s
- zużycie paliwa (z gaźnikiem K-133):
  - przy 90 km/h – 6,5 l/100 km
  - w mieście – 9,5 l/100 km
  - ogrzewanie – 0,85 l/h
- silnik:
  - rodzaj – gaźnikowy, czterosuwowy, górnozaworowy, chłodzony powietrzem
  - liczba cylindrów – 4 w układzie V (pod kątem 90°)
  - pojemność – 1197 cm³
  - średnica cylindra – 76 mm
  - maksymalny moment obrotowy – 7,8–8,3 kGm (przy 3500–3600 obr/min)
  - minimalna temperatura uruchamiania (bez podgrzewania) – −15° C
  - prędkość obrotowa silnika na biegu jałowym – 910 obr/min
  - kolejność zapłonu: 1-3-4-2
  - typ MeMZ-9683:
    - moc maksymalna – 41 KM (przy 4400–4500 obr/min)
    - paliwo – etylina 76
    - stopień kompresji – 7,2:1

  - typ MeMZ-968GE (nowy dwugardzielowy gaźnik i zmieniony wydech):
    - moc maksymalna – 45 KM
    - paliwo – etylina 76
    - stopień kompresji – 7,2:1

  - typ MeMZ-968BE (jw., dodatkowo nowa głowica z mniejszymi komorami spalania):
    - moc maksymalna – 50 KM (przy 4400–4500 obr/min)
    - paliwo – etylina 93
    - stopień kompresji – 8,4:1